# Rolf Disch
Rolf Disch (né le 24 janvier 1944 à Fribourg-en-Brisgau) est un architecte allemand dont le travail est centré sur la construction écologique et l'architecture solaire.
Disch a participé à l'élaboration du quartier Vauban (quartier écologique de Fribourg) et il est aussi connu pour l'Heliotrop, sa maison passive tournante.